# Der Chef schickt seinen besten Mann
Der Chef schickt seinen besten Mann ist ein italienisch-deutsch-spanischer Agentenfilm aus dem Jahre 1966 mit Stewart Granger als britischer Geheimagent und Peter van Eyck als sein schurkischer Gegenspieler in den Hauptrollen.

## Handlung
Der gebürtige Brite Jimmy Merrill arbeitet freiberuflich für den US-Auslandsgeheimdienst und ist für seine rüden Methoden berüchtigt. Dafür ist er aber sehr erfolgreich, und daher schickt sein Chef ihn, seinen besten Mann, nach einem Mord an einem US-Kollegen in den Nahen Osten, um den berüchtigten Boss einer noch berüchtigteren Geheimorganisation namens „Grüner Stern“ aufzuspüren und unschädlich zu machen. Diese Organisation lässt einen westlichen Agenten nach dem anderen killen. Der Kopf dieser Organisation heißt Oscar Rubeck, ist ein erfahrener, deutscher Geheimdienstmann aus unseligen NS-Zeiten, und arbeitet nunmehr mit mehreren Großindustriellen und berufsmäßigen Auftragskillern zusammen. Die Amerikaner vermuten kommunistische Strippenzieher hinter den Auftragsmorden gegen westliche Agenten, da diese den größten Nutzen aus den Auftragsmorden ziehen würden.
Merrill fliegt zunächst einmal nach Marokko, um sich dort mit den norwegischen Kollegen Erik und Edith zu treffen. Die suchen nämlich selbst nach Rubeck, halten sie ihn doch für den Drahtzieher eines perfiden Mordanschlags auf eine norwegische Friedensmission zur Zeit der Sueskrise (1956). Merrill lernt in Marrakesch gleich die harte Vorgehensweise seiner Gegenspieler kennen und gerät alsbald selbst auf die Abschussliste. Rubeck hat mit Alexej, den er als Jungen einst im Zweiten Weltkrieg im Osten aufgelesen und mitgenommen hatte, einen treuen Profikiller an seiner Seite herangezogen. Doch auch Merrill ist nicht eben zimperlich und erschießt seine Gegner ohne mit der Wimper zu zucken, wenn er nicht – ganz à la James Bond – gerade mit der Damenwelt anbändelt. In dieser gefährlichen Operation müssen bald sogar zwei Frauen ihr Leben lassen. Merrill entgeht dem einen oder anderen Anschlag, bis er endlich Rubeck gegenübersteht. Dann kommt es zum Showdown…

## Produktionsnotizen
Der Chef schickt seinen besten Mann wurde 1966 in Marrakesch, Tanger (beides Marokko) und in London gedreht und am 15. Oktober 1966 in Italien uraufgeführt. Am 14. April 1967 fand die deutsche Erstaufführung statt.

## Wissenswertes
Der Chef schickt seinen besten Mann ist ein typisches Produkt der so genannten „Eurospy“-Filmwelle, die zu dieser Zeit seit den großen internationalen Erfolgen der James-Bond-Filme in Kontinentaleuropa grassierte. Das Gros dieser Filme entstand in Co-Produktion zwischen Spanien, Italien, der Bundesrepublik und Frankreich.

## Kritik
Für das Lexikon des Internationalen Films war Der Chef schickt seinen besten Mann ein „brutaler Agentenfilm, dessen ironische Ansätze in den angehäuften Klischees untergehen“.
Spaniens Guia del video-cine ätzte: „Einer der Beiträge des verachteten Sergio Sollima, inszeniert im Rahmen der ‚Pseudo-Bond‘-Goldader.“